# Gyrinomimus parri
Gyrinomimus parri is een straalvinnige vissensoort uit de familie van de walviskopvissen (Cetomimidae). De wetenschappelijke naam van de soort is voor het eerst geldig gepubliceerd in 1961 door Bigelow.